# Margaret Grahamová
Margaret Grahamová (15. února 1860 – 4. července 1942) byla australská zdravotní sestra narozená ve Spojeném království. Během své kariéry se v roce 1894 ocitla uprostřed tzv. sporu Hospital Row, který se odehrál v nemocnici v Adelaide. Později se stala uznávanou vrchní sestrou a jednou z prvních, které sloužily v přední linii první světové války.

## Mládí

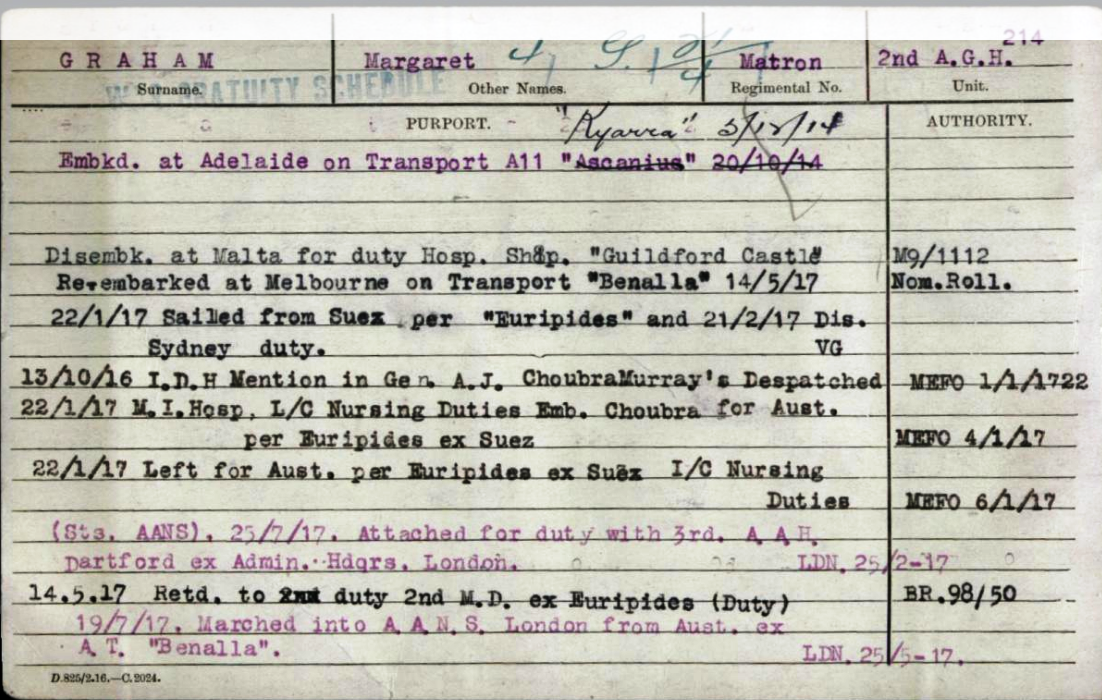
Vojenské záznamy M. Grahamové.

Narodila se v Carlisle v Cumberlandu 15. února 1860 malíři pokojů Johnu Grahamovi a jeho ženě Margaret, rozené Farrerové. O jejím mládí není nic známo. V roce 1886 odjela na parníku Austral do Jižní Austrálie. Dne 2. dubna 1891 se zapsala jako praktikantka v nemocnici v Adelaide (anglicky: Adelaide Hospital).

## Kariéra
Nemocnice v Adelaide (anglicky: Adelaide Hospital) se na konci 19. století nacházela v nefunkčním stavu. Nemocnice trpěla profesní rivalitou i žárlivostí jednotlivých nemocničních frakcí. Celou situaci zhoršovala vládní opozice, která viděla politickou výhodu v zachování takového stavu.
V březnu 1894 byla Grahamová jmenována vedoucí sestrou na jednom z nemocničních oddělení a 19. listopadu téhož roku byla nemocniční radou doporučena na pozici vedoucí noční směny. Toto doporučení ale nebylo akceptováno a vedoucí byla jmenována Ann Hannah Gordonová, sestra tajemníka Johna Gordona. Mnoho zdravotních sester s výběrem nesouhlasilo, vidělo v něm pouze akt protekce a věřilo, že místo mělo připadnou mnohem zkušenější zdravotní sestře Louis Hawkinsové. Šest z nich, mezi nimi i Grahamová, poslalo premiérovi Kingstonovi petici, ve které požadovaly nezávislé vyšetřování okolností jmenování Gordonové do funkce. Komisi tvořilo 12 lidí, včetně lékaře Waye, který se zásadně zasloužil o povýšení Gordonové. Dále v komisi zasedali také doktoři Stirling, Giles a John Colton. Komise došla k závěru, že sporné jmenování bylo díky potenciálu k vedoucí funkci. Také dopis zaslaný sestrami premiérovi označili za urážlivý a impertinentní a doporučili suspendování jeho signatářek. Pod tímto tlakem pět zdravotních sester svou podporu Hawkinsové stáhlo, ale Grahamová tak učinit odmítla. Její nadřízená McLeodová na naléhala, aby rezignovala. Doktor Way Grahamové navrhl, aby přijala místo v Port Adelaide Hospital. Královská komise však došla k názoru, že protest byl oprávněný, ale proti vládě a nemocniční radě byla použita urážlivá slova a vyžadovala po Grahamové omluvu, po které ji měl být umožněn návrat do nemocnice. Po jejím návratu v září 1895 rezignoval doktor Perks, který doktoru Wayovi Gordonovou původně doporučil a rezignovala i vrchní sestra McLeodová, která byla osobní přítelkyní Perkse.
Grahamová byla 4. března 1896 jmenována do funkce vedoucí sestry na Wyattově oddělení v nemocnici v Adelaide. Brzy překonala svou reputaci rebelky svým přístupem ke své profesi a dne 1. ledna 1898 se stala vrchní sestrou. Dne 10. července 1901 navštívila nemocnici vévodkyně z Cornwallu, Marie z Tecku, která byla provdaná za budoucího krále Jiřího V. Grahamová ji při této příležitosti dělala průvodkyni.
V listopadu 1911 byly propuštěny tři zdravotní sestry kvůli protestům proti vedení sestry Dunstanové. Následně 81 zdravotních sester odmítlo pod Dunstanovou pracovat a Grahamová o situaci informovala doktora C. T. C. de Crespignyho. Ten protestujícím sestrám nařídil okamžitý návrat do práce, ale ty kromě dvou praktikantek odmítly a byly suspendovány. Grahamová pomohla zmírnit nastalou situaci a usnadnila jejich opětovný návrat do práce.
Byla také vynikající učitelkou, ale vyhýbala se papírování, které kdykoliv to bylo možné přenechávala vedoucí noční směny.

## Vojenská kariéra

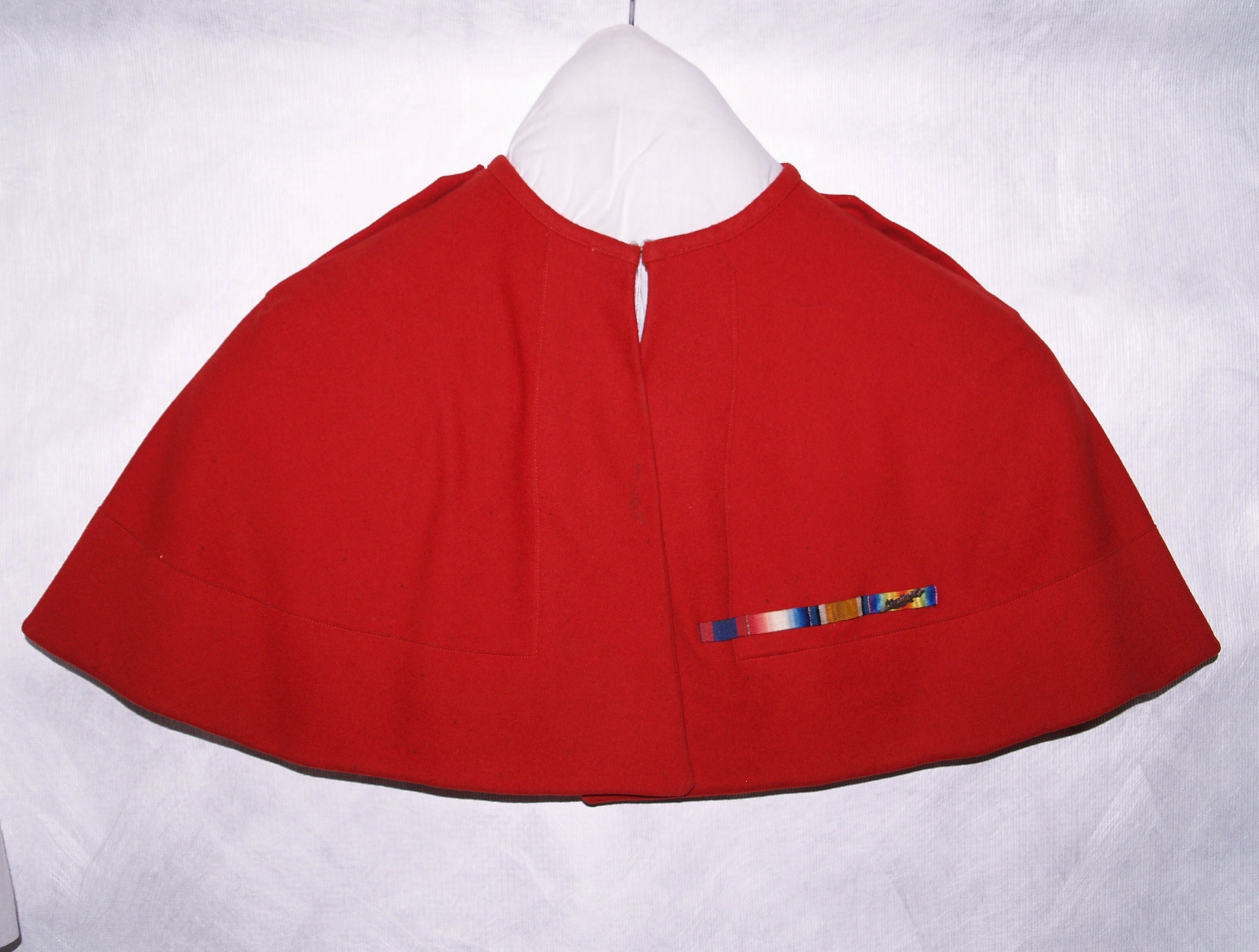
Pelerína k uniformě používaná během první světové války.

V roce 1904 vstoupila do Australian Army Nursing Service, nově zformované jednotky dobrovolnic sdružující 108 zdravotních sester (14 z nich bylo z Jižní Austrálie). Jednotka byla podřízena Australian Army Medical Corps. 19. nebo 28. září 1914 byla povolána do aktivní služby v rámci First Australian Imperial Force. Spolu s asi 2000 vojáky se nalodila na loď Ascanius (pod označením Transport A11) a 20. října 1914 opustila přístav v Adelaide, 25. října dorazila do Fremantle a 14. listopadu do Kolomba, odkud byla poslána na Maltu, kde se přidala k posádce nemocniční lodi Guildford Castle.
27. dubna 1915 byla převelena k 2. australské všeobecné nemocnici (anglicky: 2nd Australian General Hospital), která se v té době nacházela v Heliopoli v Egyptě. Od května 1915 do roku 1916 pak sloužila u 1. australské všeobecné nemocnice (anglicky: 1st Australian General Hospital). Sloužila také ve vojenské nemocnici pro infekční choroby v Choubře v Káhiře a také na nemocničních lodích transportujících zraněné od Gallipoli.
Do Melbourne se vrátila během služby na nemocniční transportní lodi Euripides, která odjela z Blízkého východu dne 22. ledna 1917. 2. dubna 1917 však opět odjela do Londýna, kde se přihlásila ke službě u 3. australské pomocné nemocnice (anglicky: 3rd Australian Auxiliary Hospital) v Dartfordu v hrabství Kent. Tato nemocnice se specializovala na léčbu válečných neuróz a posttraumatické stresové poruchy.
Nakonec sloužila u 2. australské všeobecné nemocnice v Anglii. Následně strávila několik měsíců v Rekonvalescenčním domově pro zdravotní sestry Glen Almond (anglicky: Glen Almond Convalescent Home for Sisters) a poté se 15. dubna 1918 na parníku Marathon (pod označením Transport A74) vrátila do Austrálie. 28. srpna 1918 byla oficiálně propuštěna ze služby.

## Konec života
Po válce opět nastoupila do nemocnice v Adelaide. V roce 1919 byla přeložena do budovy Jubilee Exhibition Building. Tato budova byla zabrána armádou a vytvořena z ní nemocnice pro zotavení vojenských obětí španělské chřipky. Dne 1. prosince 1919 byla budova opět vrácena veřejnosti. Grahamová ze své pozice rezignovala v roce 1920 a na její místo byla jmenována Eleanor Harraldová.
27. ledna 1921 Margaret Grahamová odplula na lodi Benalla do Anglie, kde také 4. července 1942 zemřela.